# Giovanni Pietro Maffei
Giovanni Pietro Maffei, o Giampietro (Bergamo, 1536 – Tivoli, 20 ottobre 1603), è stato un religioso e scrittore italiano, membro dell'ordine dei gesuiti, autore di una biografia di Ignazio di Loyola.

## Biografia
Nato a Bergamo, Giovanni Pietro Maffei fu professore di retorica a Genova e segretario della Repubblica di Genova nel biennio 1563-1564, prima di entrare nella Compagnia di Gesù. A questi anni risale il ritratto di Maffei realizzato dal pittore bergamasco Giovanni Battista Moroni.
Maffei cominciò il noviziato da gesuita il 26 agosto 1565, a Roma. Nacque in questo periodo la sua passione per la storia, a seguito, pare, della traduzione dal latino di una cronica del padre Manuel da Costa sulle missioni dei gesuiti in Asia. Mentre terminava gli studi di teologia (1566-1568), Maffei ha insegnato al Collegio Romano ed è stato ordinato sacerdote il 9 giugno 1571.
Nel 1573, il neoeletto Preposito generale della Compagnia di Gesù, Everardo Mercuriano, affidò a Maffei l'oneroso compito di scrivere una nuova biografia di Ignazio di Loyola. Il lavoro di Maffei, pubblicato a Roma nel 1585, restò un punto di riferimento per la trattatistica su Sant'Ignazio per due secoli.
Su richiesta del cardinale Enrico I del Portogallo, intenzionato a far redigere una storia delle imprese coloniali portoghesi nell'Oceano Indiano, Mercuriano incaricò Maffei, ormai storico di una certa fama, di adempiere tale compito. Nel 1579 il gesuita bergamasco è a Lisbona, intento a consultare gli archivi della corona lusitana per scrivere la storia delle missioni occidentali in India. L'opera venne pubblicata in folio a Firenze nel 1588 con il titolo Indicarum Historiarum libri XVI e costituisce il capolavoro dell'autore. Riedita diverse volte, la Storia delle Indie Orientali venne tradotta in lingua francese da François Arnault di Borie ed in lingua italiana da Francesco Serdonati nel 1806.
Maffei tornò in Italia nel 1584. I successivi quindici anni della sua vita furono difficili. Sentendosi non capito, oltre che accusato di aver capeggiato la produzione di stampa denigratoria contro l'operato del Preposito Mercuriano, il bergamasco visita spesso Piacenza, Milano, Perugia e Siena. Quando non può evitare di frequentare Roma, Maffei prende alloggio a Tivoli. La situazione migliora quando il nuovo Preposito generale, Claudio Acquaviva, commissiona allo storico bergamasco la redazione di alcune vite di santi ed una storia del pontificato di Papa Gregorio XIII. La redazione di quest'ultima opera costò a Maffei diverse inimicizie in seno alla Curia romana. Come egli stesso ebbe a scrivere: "Impossibile scrivere la verità senza ferire i sentimenti di molti". Lo storico avanzò formale richiesta di essere sollevato dall'incarico nel 1593 ma Acquaviva rifiutò la revoca e l'opera venne completata nel 1597, salvo poi essere data alle stampe solo nel 1742. Del pari postuma sarà la pubblicazione dell'opera in tre volumi sul pontificato di Papa Sisto V, avvenuta nel 1746.

## Opere
- De vita et moribus B. P. Ignatii Loiolae, qui societatem Jesu fundavit., Roma 1585.
- Vita di tredici confessori di Christo, Brescia 1595.
- Historiarum Indicarum libri XVI, Firenze 1588.
- La chirurgia
- Rerum a Societate Jesu in Oriente gestarvm tractatus

### Postume
- Degli annali di Gregorio XIII, Pontefice Massimo, Roma, Mainardi, 1742.
- Historiarum ab excessu Gregorii XIII libri tres Sixti Quinti pontificatum complexi, Bergamo 1746.

### Fonti
- Le istorie dell'Indie Orientali del P. Gio. Pietro Maffei tradotte di Latino in lingua Toscana da M. Francesco Serdonati fiorentino, 2 v., Milano 1806.

### Studi
- Charles N. Baldwin, A Universal Biographical Dictionary, Containing the Lives of the Most Celebrated Characters of Every Age and Nation, Andrus & Judd, 1833.
- Ludwig Koch, Jesuiten Lexikon: Die Gesellschaft Jesu Einst und Jetzt, Nachdruck mit Berichtigungen und Ergänzungen Ausgabe von Paderborn 1934, Band 2: K–Z, Löwen-Heverlee 1962.